# Hanford (California)
Hanford è una località degli Stati Uniti d'America, capoluogo della contea di Kings, nello Stato della California.